# Puck (журнал)
Puck (произносится «Пак») — американский еженедельный сатирический журнал, выходивший с 1871 по 1918 годы.

## Общие сведения
Это был первый успешный юмористический журнал в Соединённых Штатах, содержащий красочные иллюстрации, карикатуры и политическую сатиру на злободневные вопросы. Название журнала взято по имени персонажа комедии Шекспира «Сон в летнюю ночь», а этот персонаж (изображённый в логотипе журнала), в свою очередь, основан на одноимённом образе древнегерманской мифологии.

## История

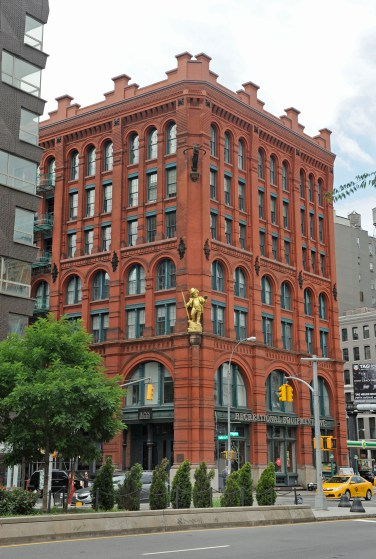
Пак-билдинг в Манхэттене, где некоторое время выходил журнал

Еженедельный журнал был основан Джозефом Кепплером в Сент-Луисе.

## Галерея

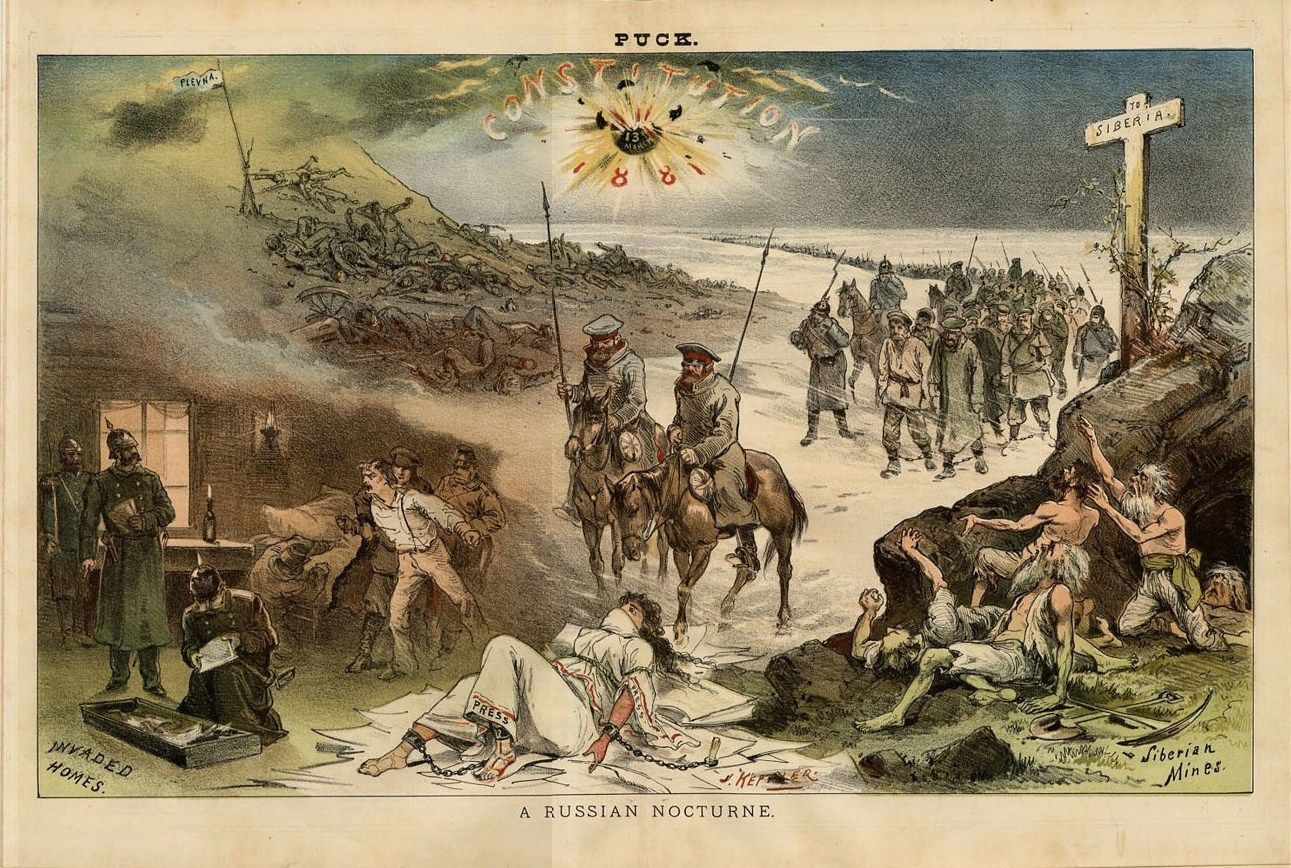
«Русский ноктюрн» (1881)
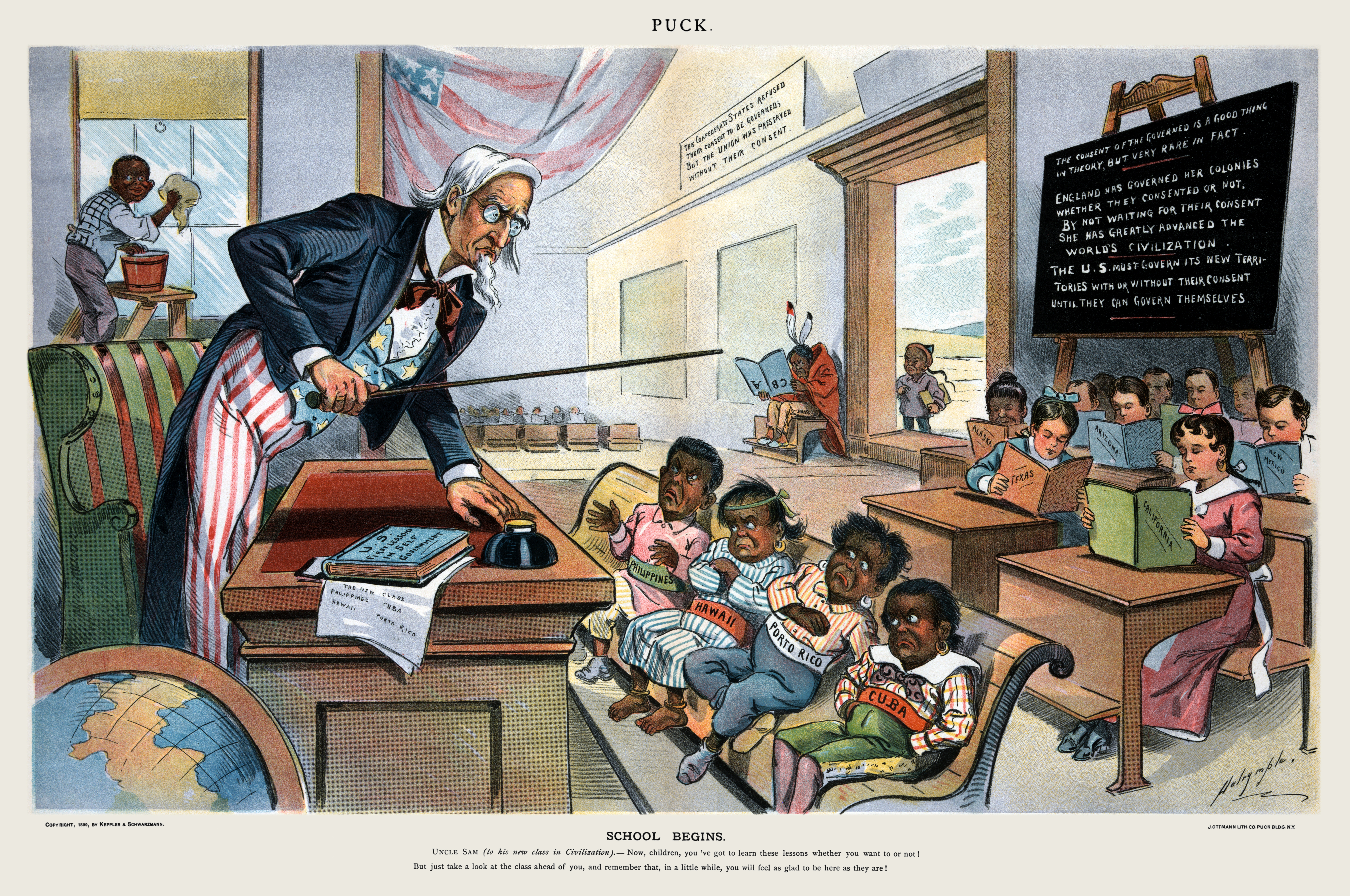
«Школа начинается». Дядя Сэм читает лекции четырём чернокожим детям, символизирующим Филиппины, Гавайи, Пуэрто-Рико и Кубу (1899)
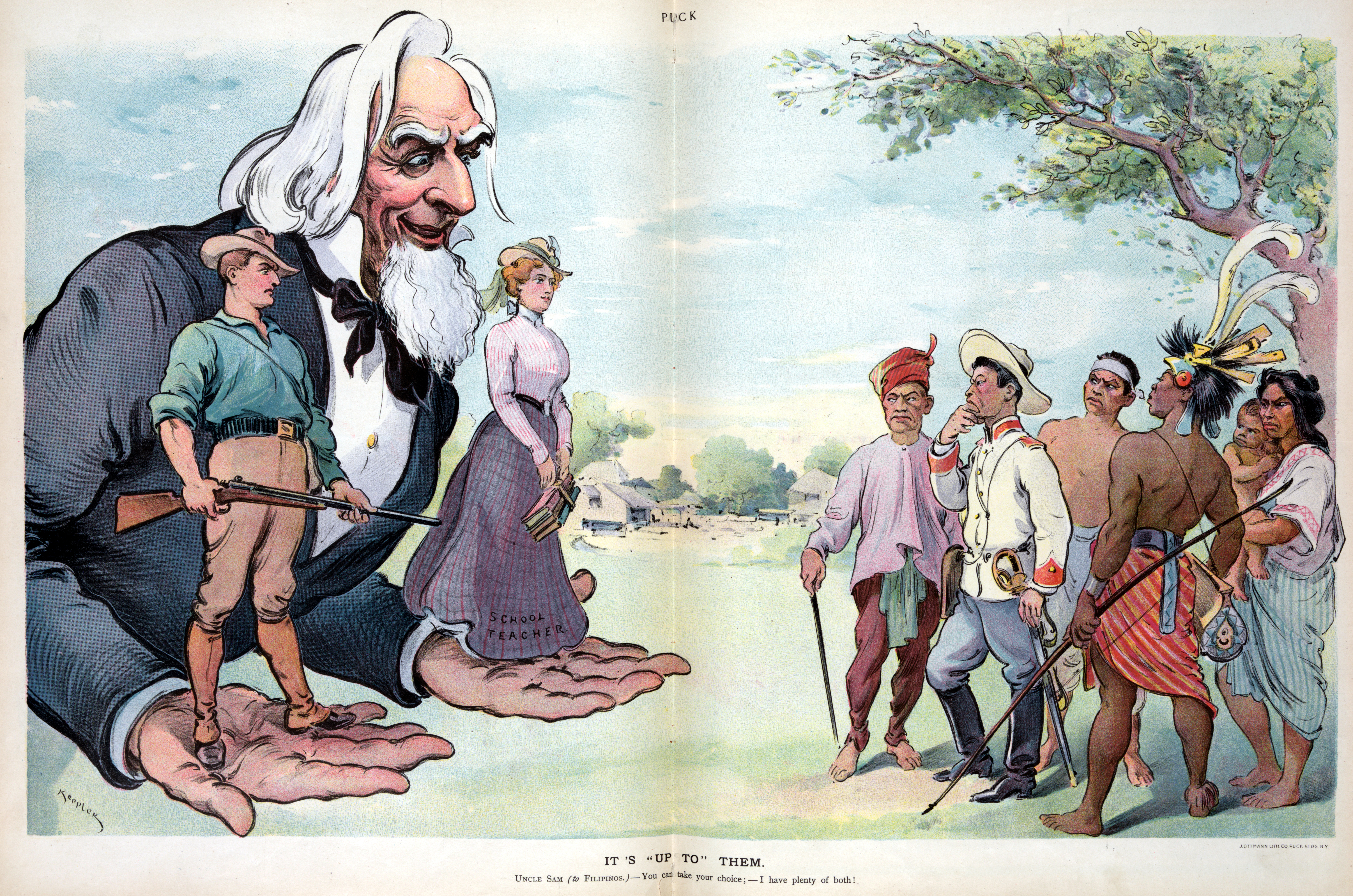
«Дядя Сэм — Да, делайте свой выбор». Дядя Сэм предлагает сомневающимися филиппинцам выбор между солдатом и школьным учителем (1901)
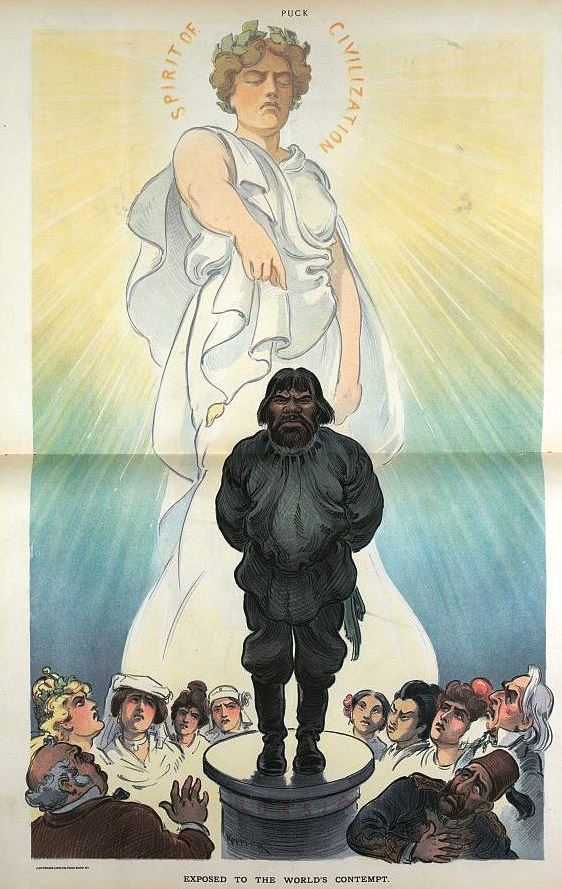
«Выставлен на всемирное презрение». «Дух цивилизации» с презрением указывает на человека, стоящего на пьедестале с надписью «Россия», кругом стоят символические представители наций (1903)
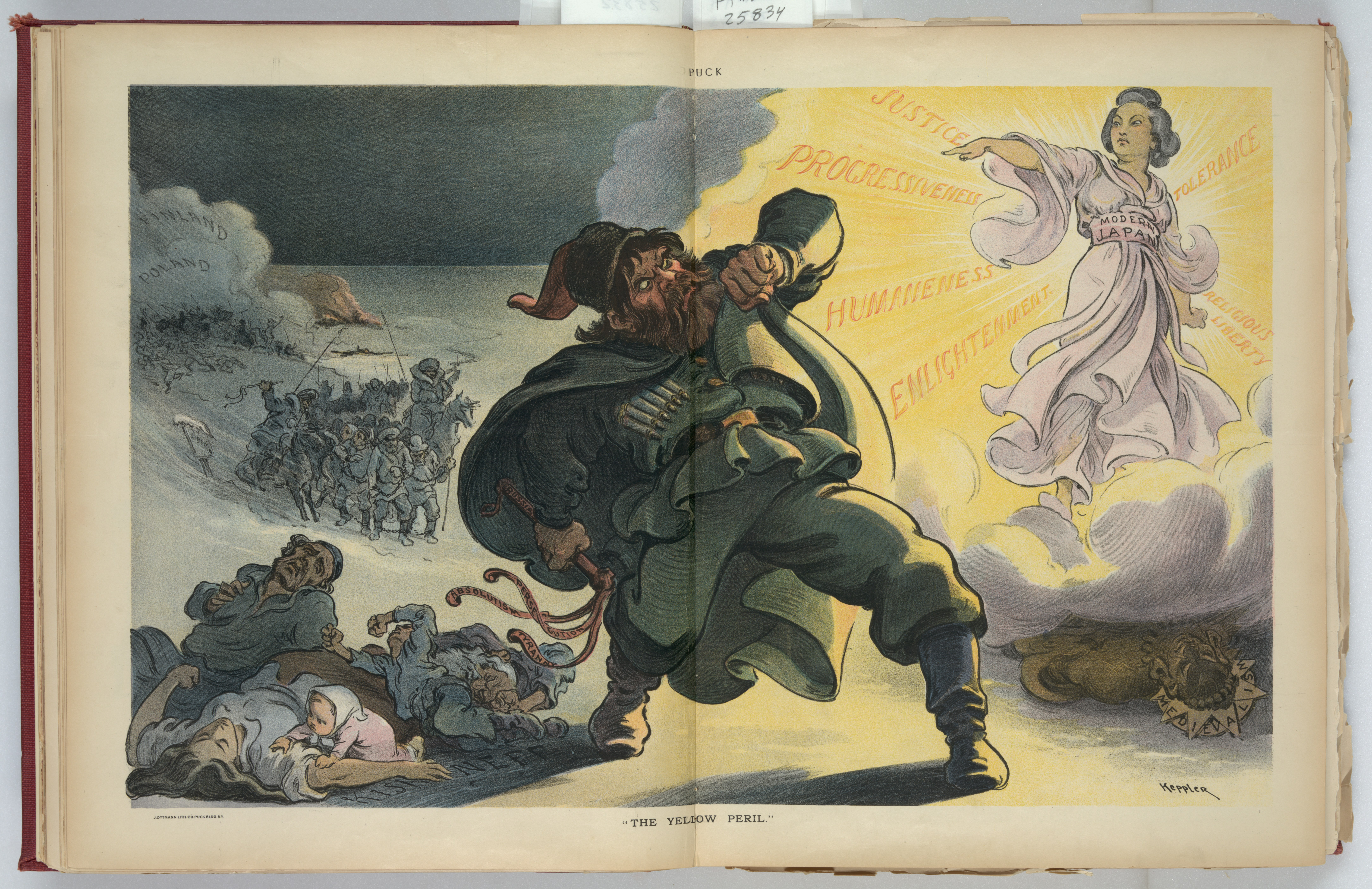
«Жёлтая опасность» (1904)
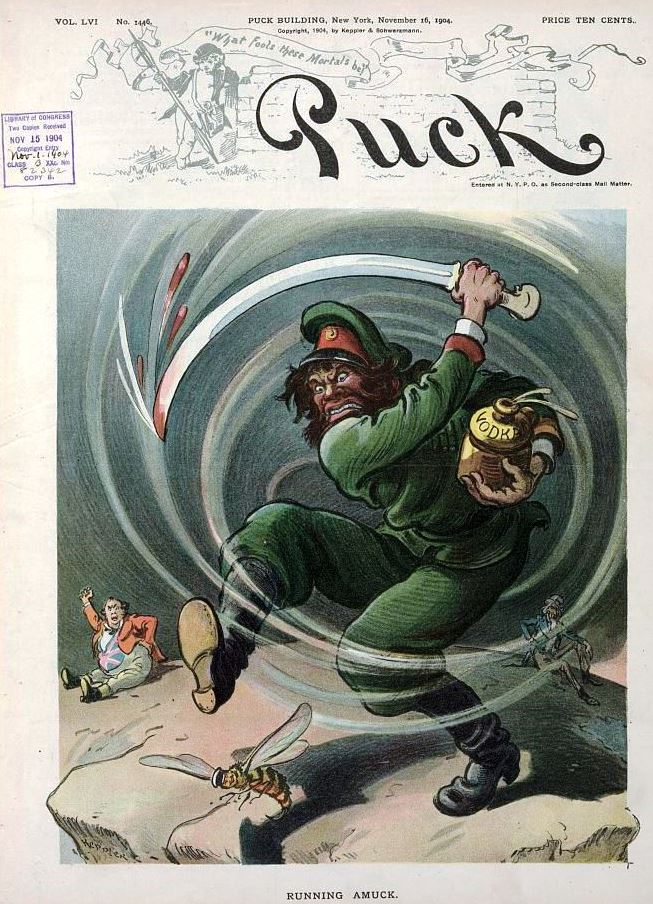
«Пошёл вразнос». Пьяный русский мужчина с бутылкой водки заносит окровавленную шашку на осу, символизирующую Японию. На заднем плане Джон Булль и дядя Сэм (1904)
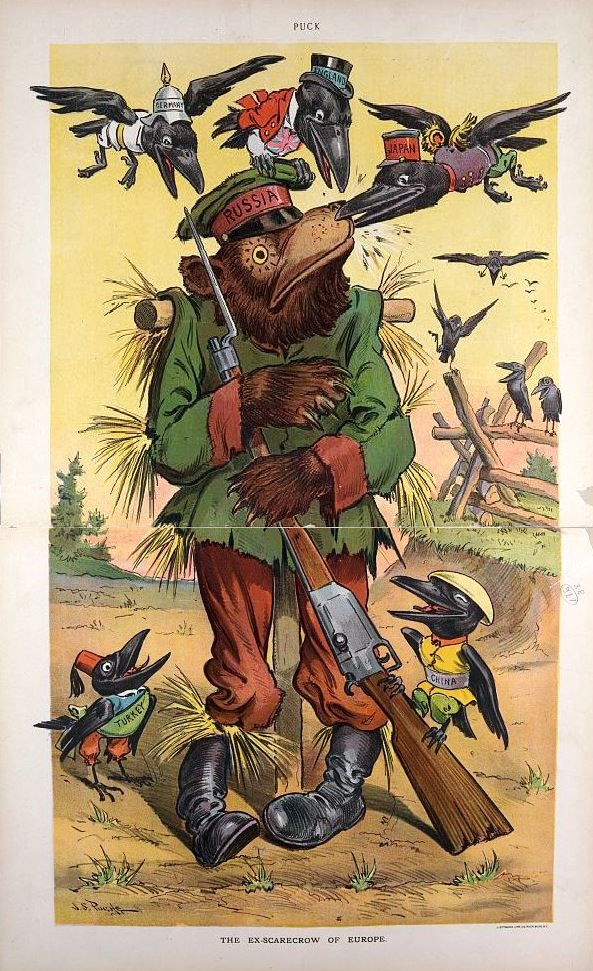
«Экс-пугало Европы». Русский медведь в виде пугала в солдатском обмундировании и с винтовкой, вокруг него вьются вороны, символизирующие другие страны (1904)
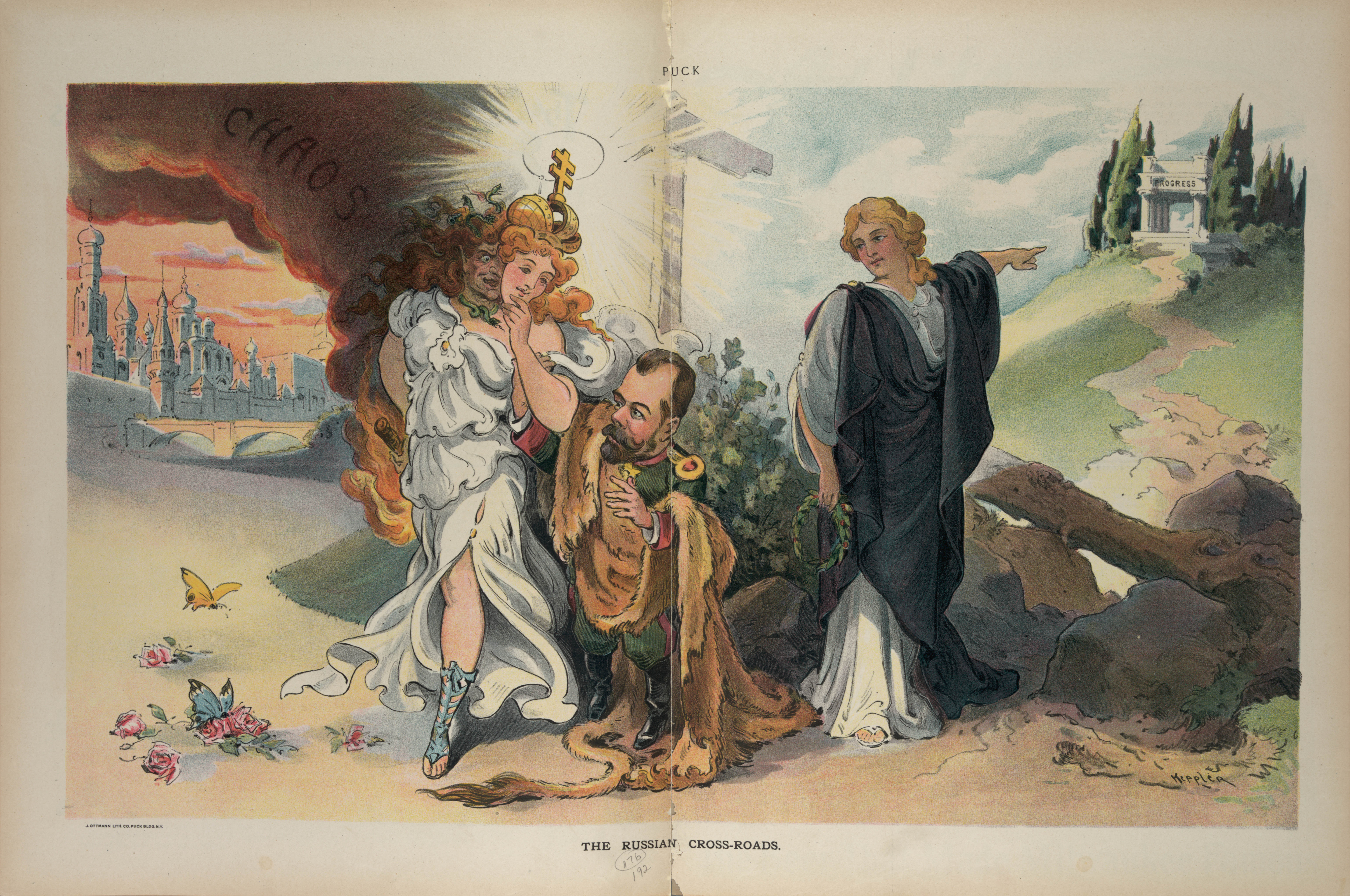
«Русская развилка» (1904)
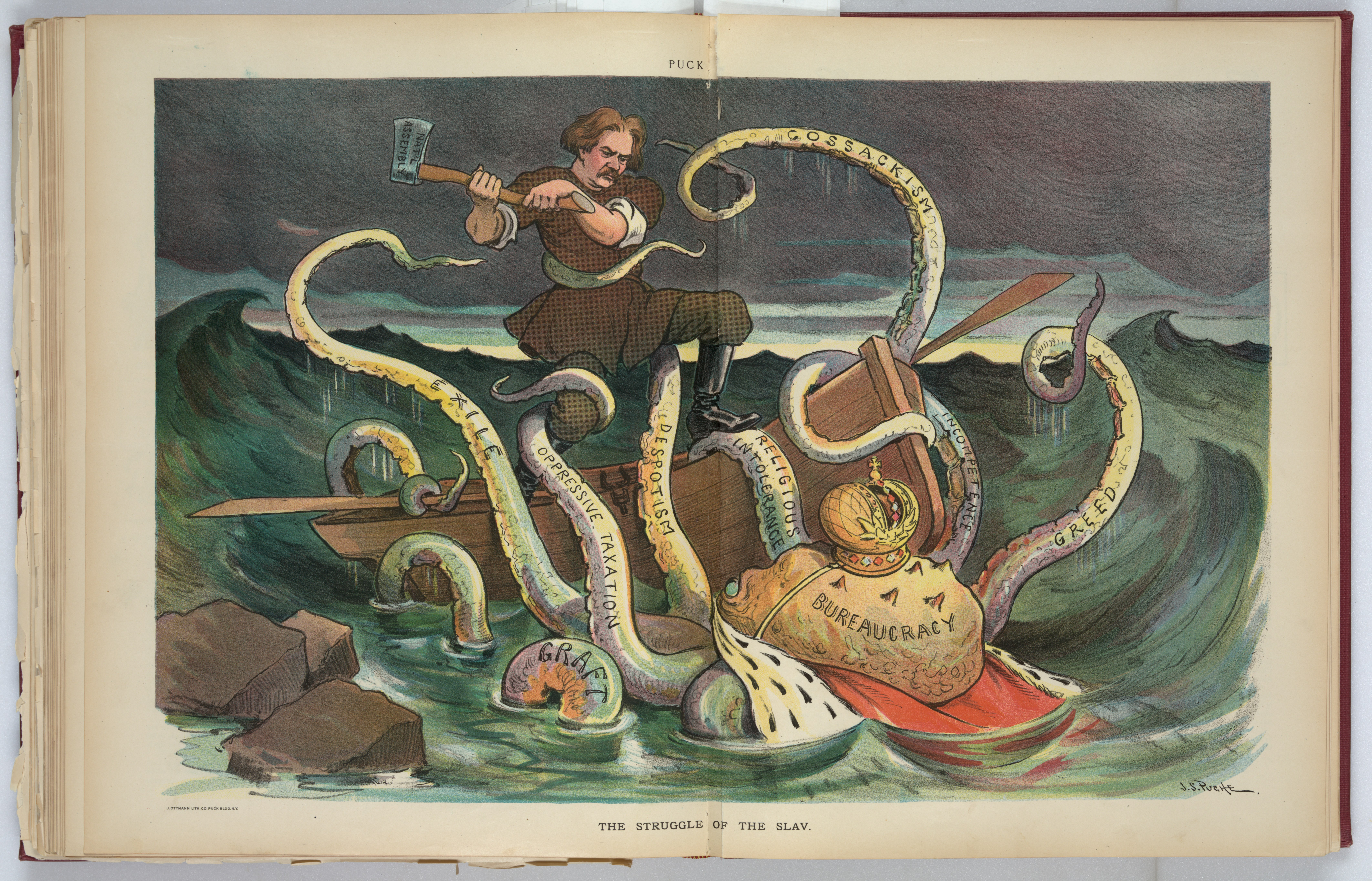
«Борьба славянина» (1905)
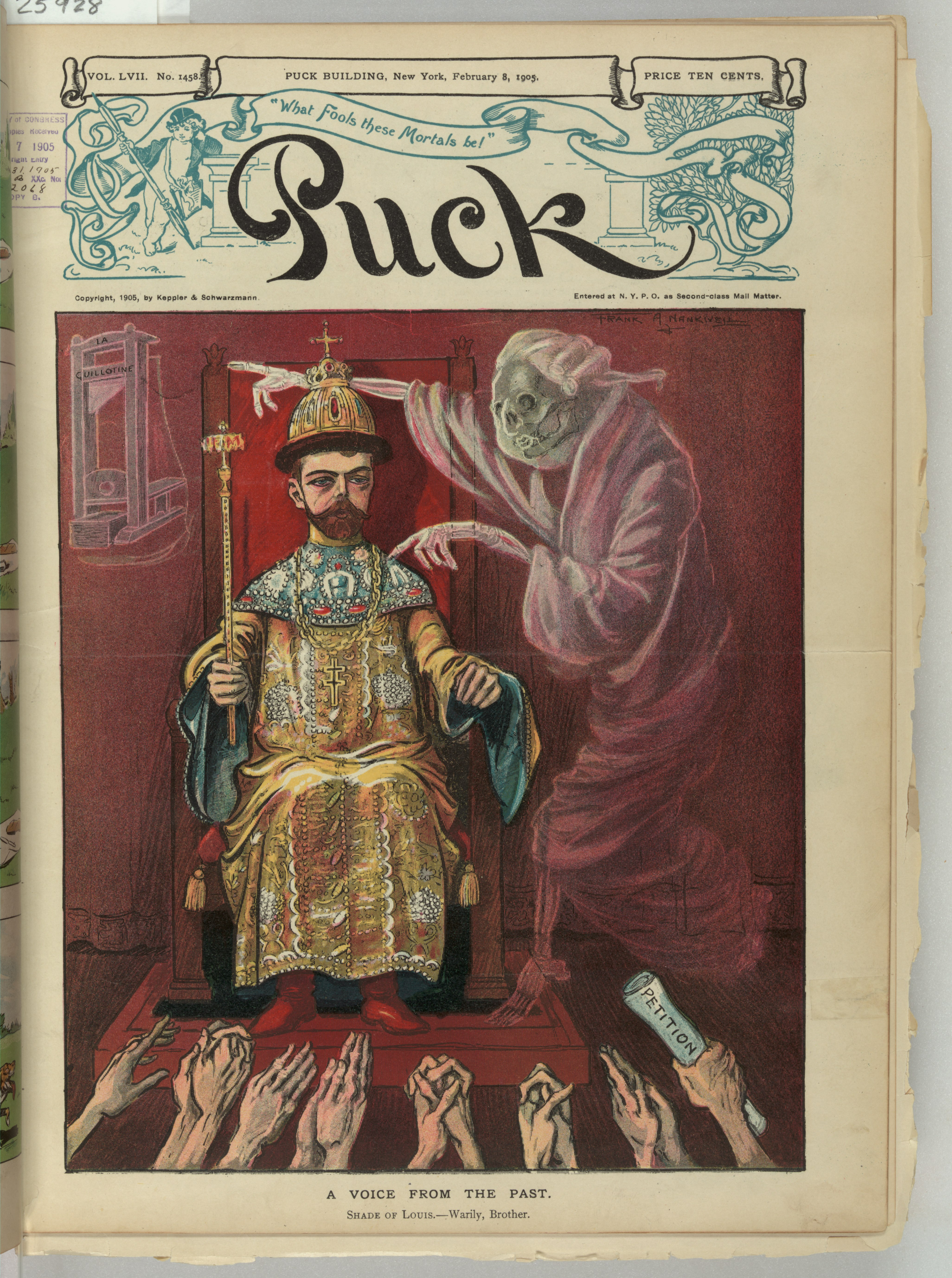
«Голос из прошлого» (1905)
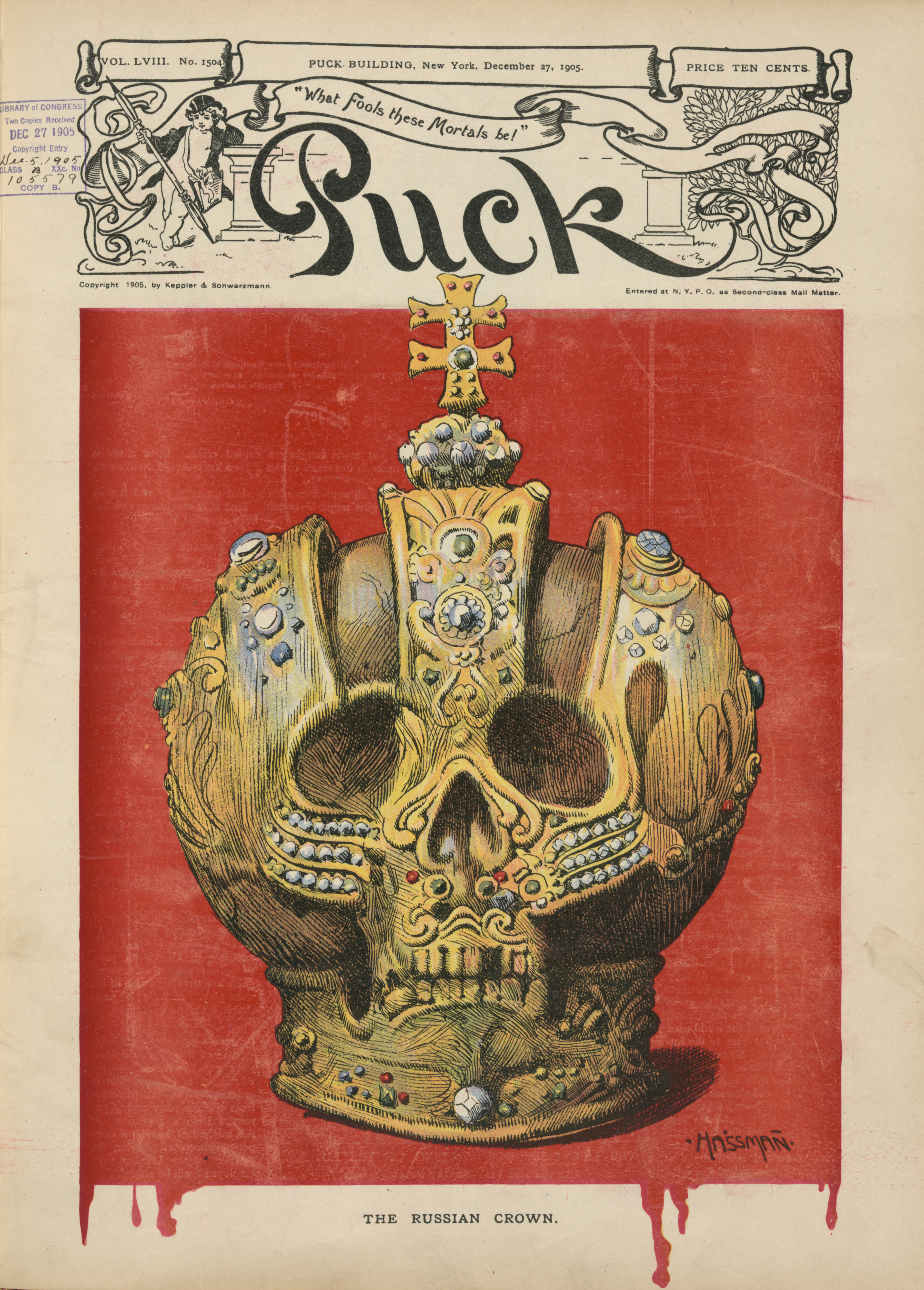
«Русская корона». На иллюстрации изображена корона в форме человеческого черепа на фоне крови, стекающей в область заголовка внизу (1905)
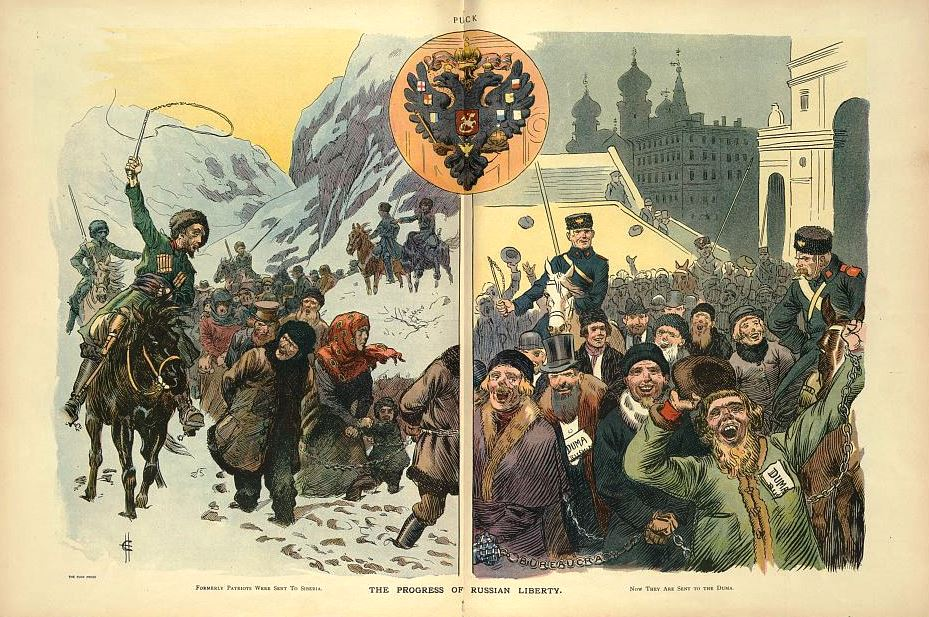
«Прогресс русской свободы» (1907)
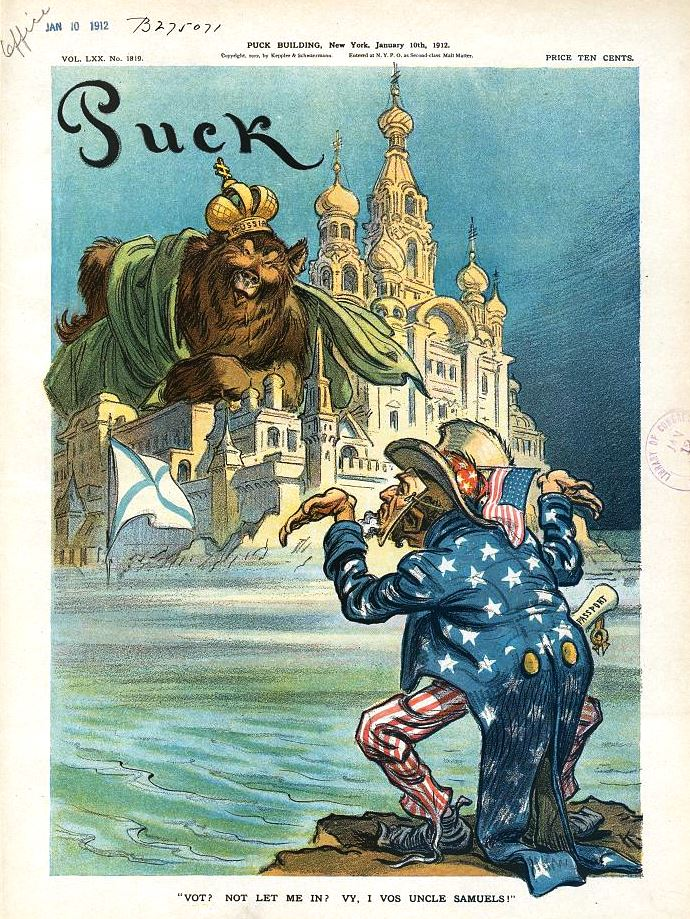
«Чиго? Не пустить меня? Пачиму, я быть дядя Сэмюэлс!» (1912)